# Order Świętej Korony
Order Węgierski Świętej Korony (węg. Magyar Szent Korona Rend) – ustanowiony przez regenta Królestwa Węgier Miklósa Horthyego wysoki order, który swoje statuty otrzymał 3 marca 1943. Przeznaczony był wyłącznie dla cudzoziemców i nadawany za zasługi dla Węgier w trzech nieco różniących się wersjach: pokojowej, wojennej i bojowej. Władze nowo powstałej Republiki Węgierskiej zniosły w 1946 to, a także wszystkie inne dotychczasowe odznaczenia, ustanawiając cały system nowych.

## Podział na klasy
Order podzielono na:
- Krzyż Wielki – nagykeresztje
- Krzyż Komandorski z Gwiazdą – középkeresztje a csillaggal
- Krzyż Komandorski – középkeresztje
- Krzyż Oficerski – tisztikeresztje
- Krzyż Kawalerski – lovagkeresztje
- Złoty Krzyż – aranykeresztje
- Srebrny Krzyż – ezüstkeresztje
- Brązowy Krzyż – bronzkeresztje

Wszystkie klasy w przypadku zasług oddanych w czasie wojny mogły być przyznane dekoracją wojenną, czyli wieńcem z liści dębu (symbolem męstwa – emaliowanym na zielono, położonym pod ramionami), a w przypadku zasług na polu walki mógł być nadawany z mieczami (skrzyżowanymi pod ramionami krzyża i pod wieńcem, z ostrzami skierowanymi do góry).

## Wygląd orderu
Oznaką orderu był emaliowany na biało krzyż Ruperta z lekko wklęsłymi wewnętrznymi krawędziami ramion, a lekko wypukłymi krawędziami zewnętrznymi. Wewnątrz umieszczono emaliowany na zielono medalion ze złoconą Koroną św. Stefana. Obramowaniem medalionu był złocony wieniec laurowy, tak samo jak krawędzie ramion krzyża.
Trzy najniższe stopnie krzyża były wykonane z nieemaliowanego brązu, w wyższych stopniach odpowiednio posrebrzane lub pozłacane.

## Sposób noszenia
W I klasie noszony był na szerokiej, czerwonej wstędze orderowej (szarfie) przerzucanej przez ramię, wraz z ośmiopromienną gwiazdą orderową. Gwiazda II klasy miała nieco dłuższe promienie górne, dolne i boczne, a promienie pomiędzy nimi były nieco krótsze. Odznaka wieszana była na wstędze na szyi w klasie II i III, bez wstążki w klasie IV, a na wstążce na piersi przy klasie V i krzyżach złotym, srebrnym i brązowym.

## Odznaczeni
Wśród odznaczony byli m.in. Johann Adolf Graf von Kielmansegg, Walter Hertel i Otto Neumann.
W 1944 Krzyż Wielki z Mieczami tego orderu otrzymał Joachim von Ribbentrop.